# Ballygawley, Nordirland
Ballygawley är en ort i Storbritannien.   Den ligger i riksdelen Nordirland, i den västra delen av landet, 600 km nordväst om huvudstaden London. Ballygawley ligger 77 meter över havet och antalet invånare är 642.
Terrängen runt Ballygawley är lite kuperad. Runt Ballygawley är det ganska glesbefolkat, med 31 invånare per kvadratkilometer. Närmaste större samhälle är Dungannon, 17,4 km öster om Ballygawley. Trakten runt Ballygawley består i huvudsak av gräsmarker.